# Yūta Nara
Yūta Nara (jap. 奈良勇太 Nara Yūta; ur. 7 marca 1996) – japoński zapaśnik walczący w stylu klasycznym. Zajął dwunaste miejsce na mistrzostwach świata w 2019. Brązowy medalista mistrzostw Azji w 2023 i 2025, a także halowych igrzysk azjatyckich w 2017. Ósmy na igrzyskach azjatyckich w 2018 roku.
Absolwent Nippon Sport Science University.
Jego ojciec Hidenori Nara był również zapaśnikiem.